# Lutopecny
Lutopecny (en allemand : Lutopetz) est une commune du district de Kroměříž, dans la région de Zlín, en Tchéquie. Sa population s'élevait à 595 habitants en 2025.

## Géographie
Lutopecny se trouve à 5 km à l'est du centre de Kroměříž, à 25 km au nord-ouest de Zlín et à 227 km au sud-est de Prague.
La commune est limitée par Bezměrov au nord, par Kroměříž au nord et à l'est, par Rataje au sud, et par Zlobice à l'ouest.

## Histoire
La première mention écrite du village date de 1290.

## Transports
Par la route, Lutopecny se trouve à 5 km de Kroměříž, à 38 km de Zlín, à 62,5 km de Brno et à 268 km de Prague.

## Administration
La commune se compose de deux sections :
- Lutopecny
- Měrůtky